# 聚苯二甲酰胺
聚苯二甲酰胺（PPA，Polyphthalamide）又稱作「PPA树脂」，是以对苯二甲酸或間苯二甲酸为原料的半芳香族聚酰胺，硬度大，强度高，耐化学性好，成本较低，是汽车工业不可或缺的重要原材料，被广泛的用于汽车前灯反光器、轴承座、皮带轮、传感器壳体和燃料管线元件的制造当中。